# براندان أليوت
براندان أليوت (بالإنجليزية: Brendan Elliot)‏ هو لاعب دوري الرغبي أسترالي، ولد في 1994 في بريزبان في أستراليا.